# سالارآباد (مشهد)
سالارآباد، روستایی در دهستان میامی بخش رضویه شهرستان مشهد استان خراسان رضوی ایران است.
این روستا در ۱۴ کیلومتری شهر مشهد و در ۵ کیلومتری شهر رضویه قرار دارد و از توابع منطقه رضویه می باشد.

## جمعیت
بر پایه سرشماری عمومی نفوس و مسکن در سال ۱۳۹۵ جمعیت این روستا ۳٬۹۴۸ نفر (در ۹۷۹ خانوار) بوده است.